# بسفا
قرية بسفا هي إحدى القرى التابعة لمركز الفشن في محافظة بني سويف في جمهورية مصر العربية. حسب إحصاءات سنة 2006، بلغ إجمالي السكان في بسفا 2640 نسمة، منهم 1344 رجل و1296 امرأة.